# Middletown (Virgínia)
Middletown é uma cidade  localizada no estado norte-americano de Virginia, no Condado de Frederick.

## Demografia
Segundo o censo norte-americano de 2000, a sua população era de 1015 habitantes.
Em 2006, foi estimada uma população de 1123, um aumento de 108 (10.6%).

## Geografia
De acordo com o United States Census Bureau tem uma área de 1,4 km², dos quais 1,4 km² cobertos por terra e 0,0 km² cobertos por água. Middletown localiza-se a aproximadamente 205 m acima do nível do mar.

## Localidades na vizinhança
O diagrama seguinte representa as localidades num raio de 20 km ao redor de Middletown.